# Скварки
Скварки (пол. Skwarki) — неофіційна назва частини села Сусець у Польщі, в Люблінському воєводстві Томашівського повіту, ґміни Сусець.

## Історія
Первісним населенням були русини-лемки, які компактно проживали на своїх історичних землях. 